# Pygmaeocereus bylesianus
Pygmaeocereus bylesianus és una espècie botànica de plantes que pertanyen a la família de les cactàcies. És endèmica del Perú on es distribueix a la regió d'Arequipa, i es troba a una altura d'entre 50 i 1.000 msnm. És una espècie comuna en llocs localitzats.

## Descripció
Pygmaeocereus bylesianus creix tiges esfèriques a cilíndrics curts de color verd fosc de fins a 8 centímetres de llarg i 2 cm de diàmetre. Les tiges es ramifiquen a la base, formant petits coixins. Té una arrel carnosa pivotant disponible. Les 12 a 14 costelles apareixen inicialment i posteriorment es divideixen en diferents geps. Les 10 a 15 espines són fosques i tornen a canoses amb l'edat, fan de 3 a 7 mil·límetres de llarg i no es distingeixen clarament les espines centrals i les radials. Les espines centrals ocasionalment són llargues, d'1-2 a 2 centímetres. Les flors són en forma d'embut ample, de color blanc que fan 6 centímetres de llarg, amb un tub molt prim i llarg. Els fruits són esfèrics i de color vermell amb uns 15 mil·límetres de grandària. Tenen parets gruixudes i desgast longitudinal o secs.

## Taxonomia
Pygmaeocereus bylesianus va ser descrita per Andreae i Backeb. i publicat en National Cactus and Succulent Journal 12(4): 86. 1957.
Etimologia
Pygmaeocereus: nom genèric que deriva del llatí: "pygmaeus" = "nan" i "Cereus" = un gènere de la cactàcies; per tant significa "Cereus nan".
bylesianus: epítet atorgat en honor del botànic Ronald Stewart Byles.
Sinonímia
- Arthrocereus bylesianus
- Pygmaeocereus akersii
- Pygmaeocereus rowleyansus
- Arthrocereus rowleyanus